# شایسته ملاجانوا
شایسته ملاجانوا (تاجیکی: Шоиста Муллоҷонова؛ ۳ سپتامبر ۱۹۲۵ – ۲۶ ژوئن ۲۰۱۰) خواننده اهل کشور تاجیکستان بود. او که اصالت یهودی بخارایی داشت در سبک شش‌مقام (موسیقی سنتی در تاجیکستان و ازبکستان) آواز می‌خواند. خوانندگی را از سن ۸ سالگی و با آواز خواندن در رادیو دوشنبه آغاز کرد اما فعالیت حرفه ای خود را در اوایل دهه ۴۰ میلادی شروع کرد. او در سال ۱۹۴۵ میلادی به همراه گروه نوازندگان تاجیک، در ایران برای خانوادهٔ سلطنتی پهلوی آواز خواند. در دههٔ ۸۰ میلادی به وی لقب ملکهٔ آواز تاجیکستان دادند.

## جوایز
وی همچنین برندهٔ جوایزی همچون نشان پرچم سرخ کار و نشان لنین شده‌است.